# Левицький Володимир (протопресвітер)
Левицький Володимир (1898/1899 — 30 вересня 1969) — громадський і церковний діяч. Дійсний член УВАН та НТШ.

## Життєпис
Народився на Гуцульщині в старій священичій родині. Закінчив гімназію в Коломиї. Навчався на філософському факультеті у Львівському університеті. Під час визвольних змагань перших десятиліть ХХ ст. — хорунжий Української Галицької Армії. Сотник армії УНР. Був поранений.
Після війни В. Левицький повернувся до навчання. Здобуває докторат з богослов'я у Львові і з філософії — у Відні.
У 1930 р. приймає священну хіротонію. Працює священиком на Поділлі. Засновник читалень «Просвіти».
З 1939 р. — на Лемківщині.
У 1949 р. — на еміграції у США. Редактор журналу «Дніпро» — органу Української Православної Церкви в США (Філадельфія). Секретар єпископа Іоана Теодоровича. Організатор парафії св. Андрія Первозванного у Вашингтоні.
З 1956 р. — у Міннеаполісі. Настоятель парафії св. Архистратига Михаїла.

## Мемуари
Автор спогадів про похід Української Галицької армії по Поділлю.